# Anisota stigma
Anisota stigma (tên tiếng Anh: Oakworm Moth) là một loài bướm đêm thuộc họ Saturniidae. Nó được tìm thấy ở Massachusetts và phía nam Ontario đến Florida, phía tây đến Minnesota, Kansas và Texas.
Sải cánh dài khoảng 45 mm.

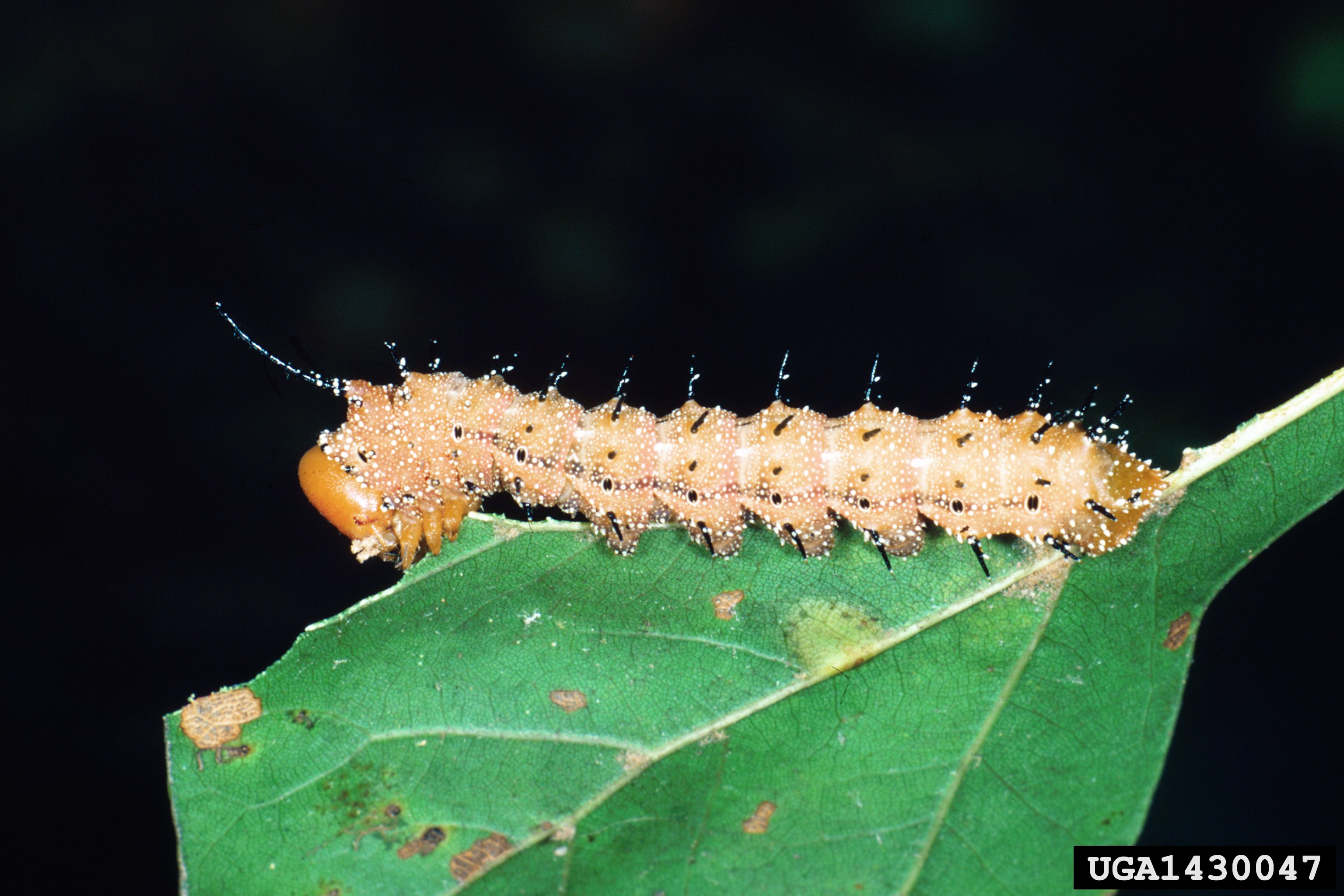
Ấu trùng

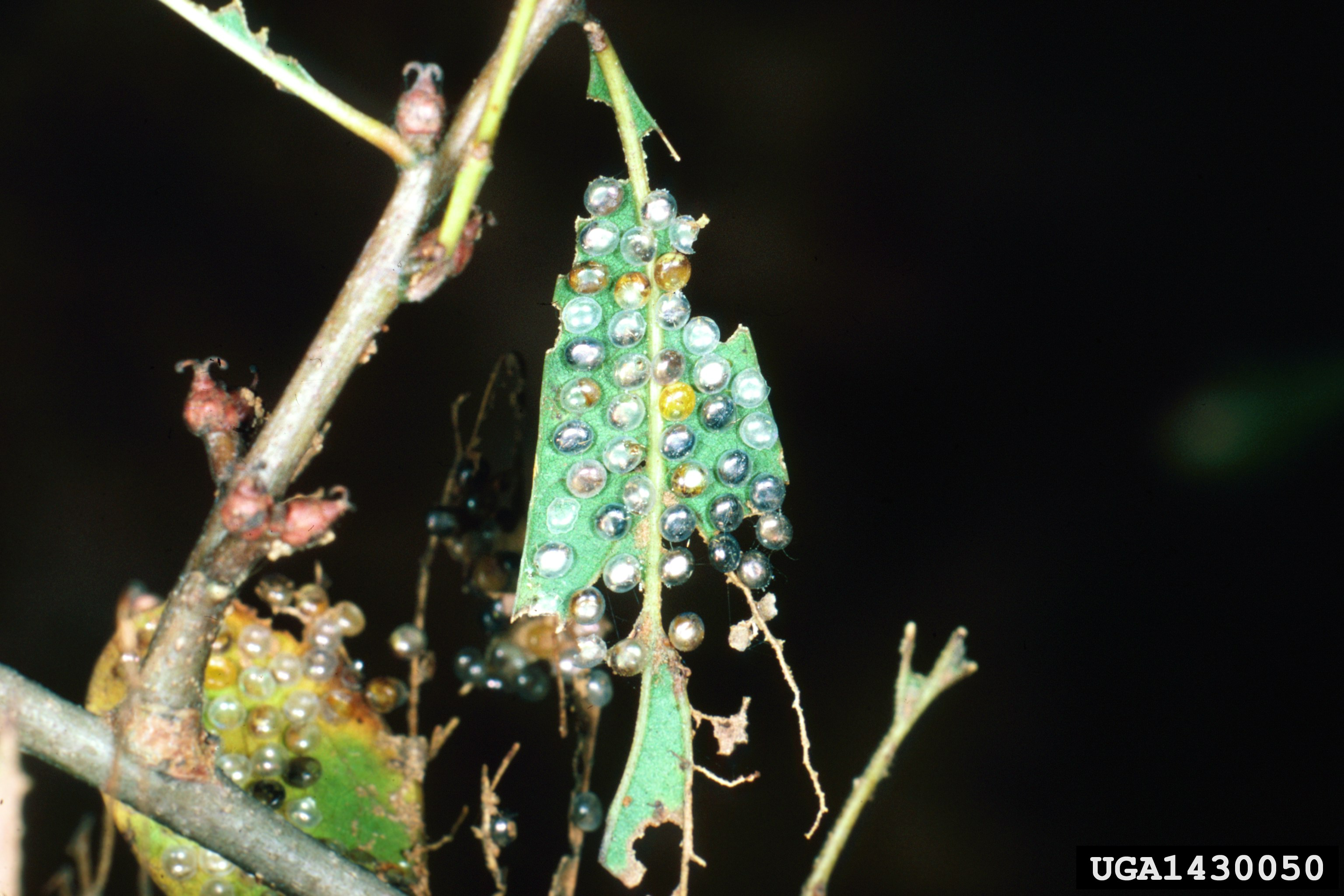
Trứng

Ấu trùng chủ yếu ăn lá sồi, nhưng cũng được ghi nhận ăn lá corylus và đoạn Mỹ. Anisota stigma là loài duy nhất trong chi Anisota mà con đực được biết là bị thu hút bởi ánh sáng.

## Hình ảnh

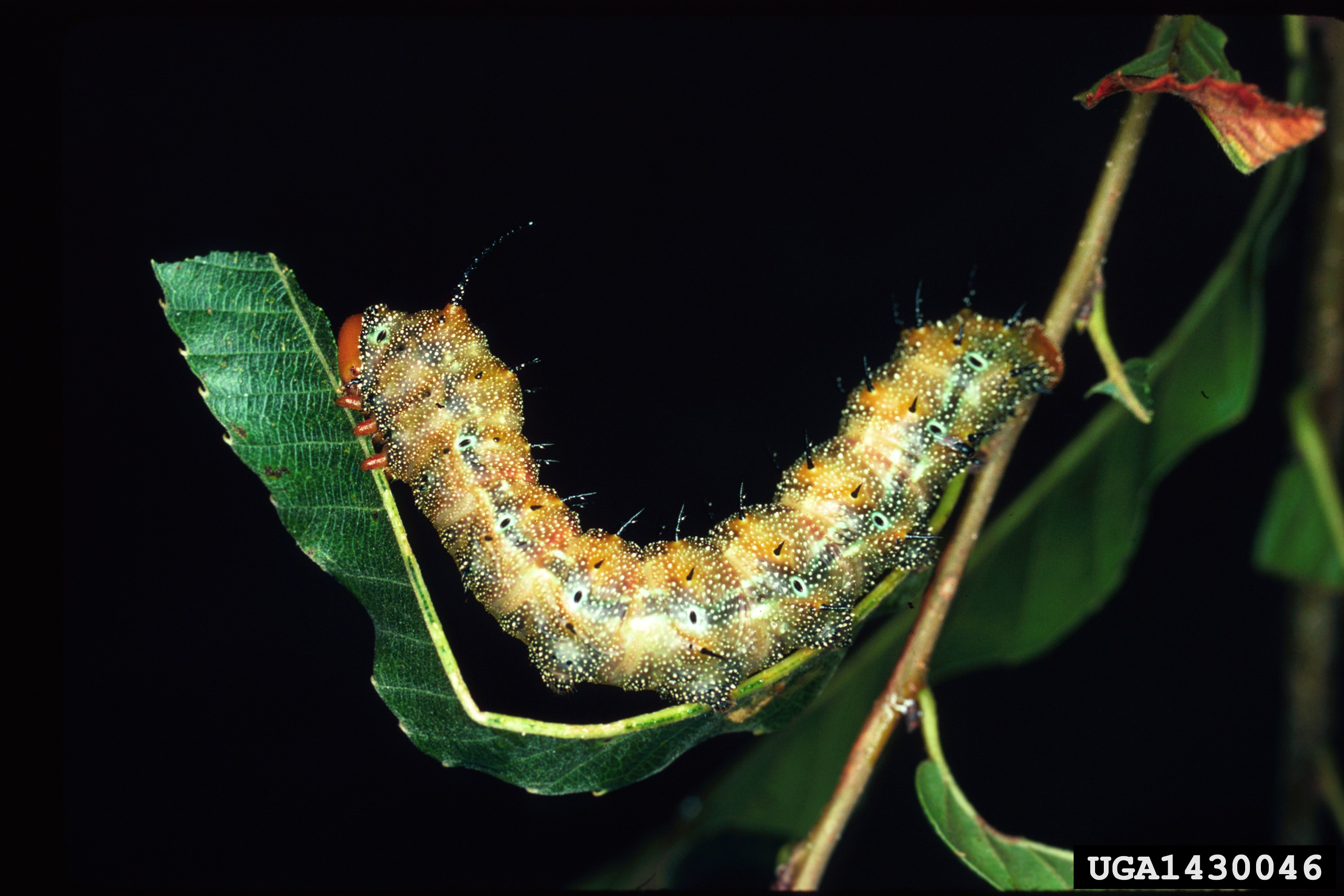